# Olympische Geschichte der Republik Kongo
| Gelbes Symbol für Goldmedaillen mit stilisierten Olympischen Ringen | Graues Symbol für Silbermedaillen mit stilisierten Olympischen Ringen | Braundes Symbol für Bronzemedaillen mit stilisierten Olympischen Ringen |
| ------------------------------------------------------------------- | --------------------------------------------------------------------- | ----------------------------------------------------------------------- |
| —                                                                   | —                                                                     | —                                                                       |

Die Republik Kongo, dessen NOK, das Comité National Olympique et Sportif Congolais, 1964 gegründet und im selben Jahr vom IOC anerkannt wurde, nimmt seit 1964 an Olympischen Sommerspielen teil. 1968 und 1976 verzichtete man auf eine Teilnahme. An Winterspielen nahm bislang noch kein Sportler des Landes teil. Bislang konnte keine Medaille gewonnen werden.

## Übersicht
Mit zwei Leichtathleten begann die olympische Geschichte der Republik Kongo bei den Spielen von Tokio 1964. Erster Olympionike seines Landes war am 14. Oktober 1964 der 100-Meter-Läufer Léon Yombe. 1968 in Mexiko-Stadt nahm kein Sportler des Landes teil. Erst in München 1972 war die Republik Kongo wieder vertreten, wiederum ausschließlich mit Leichtathleten. Das Land folgte dem Boykottaufruf der afrikanischen Länder und blieb den Spielen von Montreal 1976 fern.
1980 in Moskau nahm erstmals eine Handballmannschaft teil. Die Mitglieder dieser Frauenmannschaft waren die ersten Frauen des Landes bei Olympischen Spielen. Zudem wurden erstmals Boxer entsandt. Die erste Einzelsportlerin des Landes war am 4. August 1984 in Los Angeles die Sprinterin Françoise M'Pika. In Los Angeles traten erstmals Judoka der Republik Kongo an.
Die Teilnahme 1988 in Seoul nur mit Leichtathleten blieb ebenso erfolglos, wie die Teilnahme an den Spielen von Barcelona 1992, bei denen auch erstmals ein Schwimmer teilnahm. Bis zu den Spielen von Peking 2008 konnte sich kein Teilnehmer für eine weitere Runde in seiner Sportart qualifizieren. 2004 in Athen nahm erstmals ein Fechter teil, in Peking vier Jahre später zwei Tischtennisspieler.
Erst in London 2012 konnten sich zwei Leichtathleten in den Sprintdisziplinen für eine weitere Runde qualifizieren. In Rio de Janeiro 2016 schaffte der Kugelstoßer Franck Elemba die Qualifikation für das Finale. Dort belegte er einen überraschenden vierten Platz. Den Bronzerang verpasste er um nur 16 Zentimeter.

## Übersicht der Teilnehmer

### Sommerspiele
| Jahr      | Athleten           | Athleten           | Athleten           | Sportarten         | Sportarten         | Sportarten         | Sportarten         | Sportarten         | Sportarten         | Sportarten         | Medaillen          | Medaillen          | Medaillen          | Medaillen          | Medaillen          |
| Jahr      | Gesamt             |                    |                    |                    |                    |                    |                    |                    |                    |                    |                    |                    |                    | Medaillen – Gesamt | Rang               |
| --------- | ------------------ | ------------------ | ------------------ | ------------------ | ------------------ | ------------------ | ------------------ | ------------------ | ------------------ | ------------------ | ------------------ | ------------------ | ------------------ | ------------------ | ------------------ |
| 1896–1960 | nicht teilgenommen | nicht teilgenommen | nicht teilgenommen | nicht teilgenommen | nicht teilgenommen | nicht teilgenommen | nicht teilgenommen | nicht teilgenommen | nicht teilgenommen | nicht teilgenommen | nicht teilgenommen | nicht teilgenommen | nicht teilgenommen | nicht teilgenommen | nicht teilgenommen |
| 1964      | 2                  | 2                  | 0                  | 2                  |                    |                    |                    |                    |                    |                    |                    |                    |                    |                    |                    |
| 1968      | nicht teilgenommen | nicht teilgenommen | nicht teilgenommen | nicht teilgenommen | nicht teilgenommen | nicht teilgenommen | nicht teilgenommen | nicht teilgenommen | nicht teilgenommen | nicht teilgenommen | nicht teilgenommen | nicht teilgenommen | nicht teilgenommen | nicht teilgenommen | nicht teilgenommen |
| 1972      | 6                  | 6                  | 0                  | 6                  |                    |                    |                    |                    |                    |                    |                    |                    |                    |                    |                    |
| 1976      | nicht teilgenommen | nicht teilgenommen | nicht teilgenommen | nicht teilgenommen | nicht teilgenommen | nicht teilgenommen | nicht teilgenommen | nicht teilgenommen | nicht teilgenommen | nicht teilgenommen | nicht teilgenommen | nicht teilgenommen | nicht teilgenommen | nicht teilgenommen | nicht teilgenommen |
| 1980      | 23                 | 9                  | 14                 | 6                  | 3                  | 14                 |                    |                    |                    |                    |                    |                    |                    |                    |                    |
| 1984      | 9                  | 8                  | 1                  | 6                  |                    |                    | 3                  |                    |                    |                    |                    |                    |                    |                    |                    |
| 1988      | 7                  | 5                  | 2                  | 7                  |                    |                    |                    |                    |                    |                    |                    |                    |                    |                    |                    |
| 1992      | 7                  | 6                  | 1                  | 6                  |                    |                    |                    | 1                  |                    |                    |                    |                    |                    |                    |                    |
| 1996      | 5                  | 3                  | 2                  | 2                  |                    |                    | 1                  | 2                  |                    |                    |                    |                    |                    |                    |                    |
| 2000      | 5                  | 3                  | 2                  | 2                  |                    |                    | 1                  | 2                  |                    |                    |                    |                    |                    |                    |                    |
| 2004      | 5                  | 2                  | 3                  | 2                  |                    |                    | 1                  | 2                  | 1                  |                    |                    |                    |                    |                    |                    |
| 2008      | 5                  | 3                  | 2                  | 2                  |                    |                    |                    | 1                  |                    | 2                  |                    |                    |                    |                    |                    |
| 2012      | 7                  | 4                  | 3                  | 2                  |                    |                    |                    | 2                  |                    | 3                  |                    |                    |                    |                    |                    |
| 2016      | 10                 | 7                  | 3                  | 2                  | 2                  |                    | 1                  | 2                  |                    | 3                  |                    |                    |                    |                    |                    |
| 2020      | 3                  | 1                  | 2                  | 2                  |                    |                    |                    | 1                  |                    |                    |                    |                    |                    |                    |                    |
| 2024      | 4                  | 2                  | 2                  | 1                  |                    |                    |                    | 2                  |                    | 1                  |                    |                    |                    |                    |                    |
| Gesamt    | Gesamt             | Gesamt             | Gesamt             | Gesamt             | Gesamt             | Gesamt             | Gesamt             | Gesamt             | Gesamt             | Gesamt             | 0                  | 0                  | 0                  | 0                  |                    |

### Winterspiele
| Jahr      | Athleten           | Athleten           | Athleten           | Sportarten         | Medaillen          | Medaillen          | Medaillen          | Medaillen          | Medaillen          |
| Jahr      | Gesamt             |                    |                    | Sportarten         |                    |                    |                    | Medaillen – Gesamt | Rang               |
| --------- | ------------------ | ------------------ | ------------------ | ------------------ | ------------------ | ------------------ | ------------------ | ------------------ | ------------------ |
| 1924–2022 | nicht teilgenommen | nicht teilgenommen | nicht teilgenommen | nicht teilgenommen | nicht teilgenommen | nicht teilgenommen | nicht teilgenommen | nicht teilgenommen | nicht teilgenommen |
| Gesamt    | Gesamt             | Gesamt             | Gesamt             | Gesamt             | 0                  | 0                  | 0                  | 0                  |                    |

## Liste der Medaillengewinner

### Goldmedaillen
Bislang (Stand August 2024) keine Goldmedaillen.

### Silbermedaillen
Bislang (Stand August 2024) keine Silbermedaillen.

### Bronzemedaillen
Bislang (Stand August 2024) keine Bronzemedaillen.